# Sūrān (kommunhuvudort i Iran)
Sūrān (persiska: سوران) är en kommunhuvudort i Iran.   Den ligger i provinsen Sistan och Baluchistan, i den sydöstra delen av landet, 1 400 km sydost om huvudstaden Teheran. Sūrān ligger 1 151 meter över havet och antalet invånare är 9 966.
Terrängen runt Sūrān är platt åt nordost, men åt sydväst är den kuperad.Runt Sūrān är det glesbefolkat, med 12 invånare per kvadratkilometer. Det finns inga andra samhällen i närheten. Trakten runt Sūrān är ofruktbar med lite eller ingen växtlighet.